# 杜謙 (嘉靖進士)
杜謙（1522年—？），字子益，號受川，河南南陽府裕州人，軍籍，明朝政治人物。

## 生平
壬子科（1552年）河南鄉試第十四名舉人。嘉靖三十五年（1556年）中式丙辰科三甲第三十九名進士。吏部观政，授直隶宜兴县知县，三十八年升南京户部主事，致仕。

## 家族
曾祖杜全；祖父杜奉；父杜文盛，母繆氏；繼母武氏。弟杜誼。